# Magnetski učinak električne struje
Magnetski učinak električne struje je pojava da se oko strujnog toka (dakle i oko vodiča kojim teče električna struja) stvara magnetsko polje. Ono oblikuje koncentrične magnetske silnice oko vodiča. Pri tome smjerom silnica zovemo smjer, u koji će se pod utjecajem strujnog toka postaviti kraj magnetske igle, koji normalno pokazuje na sjever (N - eng. north). Smjer magnetskih silnica određuje se po pravilu desnog vijka, prema gornjim slikama. Ako vrh zamišljenog desnog vijka usmjerimo u smjeru dogovornog toka struje (od + prema - polu izvora), onda se smjer magnetskih silnica podudara sa smjerom u kome treba okretati zamišljeni desni vijak da bi se on "uvrtao" u smjeru toka struje.
Sljedećom slikom prikazana je žičana petlja. Primjenjujući pravilo desnog vijka na strujni tok kroz petlju, vidimo da ona stvara neku vrstu "magnetskog lista". U slučaju po slici, s donje strane petlje stvara se sjeverni (N), a s gornje južni pol (S).
Smotamo li vodič u zavojnicu prema predzadnjoj slici, magnetske silnice će obuhvaćati sve zavoje, te prema pravilu desnog vijka primijenjenog na bilo koji komadić žice izlaziti iz sredine zavojnice na gornjoj, a u nju ulaziti na donjoj strani. Drugim riječima, zavojnica se ponaša kao magnet s polovima na krajevima zavojnice. Budući da ga stvara strujni tok, takav magnet zovemo elektromagnetom.
Određivanje polariteta elektromagneta olakšava pravilo desne ruke (po zadnjoj slici), koje glasi:
Ako omotamo prste šake tako da prsti pokazuju smjer kruženja struje u zavojnici, palac će pokazivati smjer sjevernog pola elektromagnetskog polja koje stvara zavojnica.
Unutar zavojnice formirani snop magnetskih silnica stvara tzv. magnetski tok. Ako je magnetsko djelovanje polova jače ispoljeno, jači je i magnetski tok. On raste s jakošću struje kroz zavojnicu, s brojem zavoja zavojnice, presjekom "jezgre" magneta, a smanjuje se s porastom duljine jezgre. Vrlo je važno kojom je materijom ispunjena šupljina unutar zavojnice, što se uzima u obzir faktorom tzv. magnetske vodljivosti µ.
Jakost magnetskog toka daje izraz:
{\displaystyle \Phi ={\frac {I\omega s\mu }{L}}}
Pri tome se Iω izražava u amperzavojima.
Budući da željezo bolje provodi magnetski tok od zraka, u cilju pojačanja djelovanja elektromagneta, u šupljinu zavojnice umeće se željezna jezgra. Opisan je elektromagnet koji koristi istosmjernu struju. No mnogi uređaji koji koriste magnetski efekt, napajaju se s izmjeničnom strujom. Takva struja stvara tzv. vrtložne struje u željeznoj jezgri, koje stvaraju znatne gubitke energije nepotrebno zagrijavajući jezgru. Zbog toga se u uređajima s izmjeničnim napajanjem jezgre izvode iz paketa međusobno izoliranih limova posebnog sastava s povećanim sadržajem silicija (tzv. transformatorski lim) ili iz specijalnim postupkom prešane željezne prašine miješane s izolirajućim prahom (tzv. sinterirane/očvrsnute jezgre), čime se uvelike smanjuju pojave vrtložnih struja.

## Poveznice
- istosmjerna struja
- elektromagnet